# شهرستان وارننسکی
شهرستان وارننسکی (به لاتین: Varnensky District) یک شهرستان در روسیه است که در استان چلیابینسک واقع شده‌است.